# Сомерби, Дойл
Дойл Сомерби (англ. Doyle Somerby; род. 4 июля 1994, Марблхед, Массачусетс) — американский хоккеист, играет в КХЛ, выступает за хоккейный клуб Куньлунь Ред Стар.

## Биография
Дойл Сомерби родился 4 июля 1994 года в Беверли, штат Массачусетс, однако родным городом считается Марблхед в этом же штате.
В 2017 году получил образование и имеет степень бакалавра в колледже коммуникаций Бостонского университета по специальности журналистика.
Свою хоккейную карьеру Дойл начал за молодежную сборную Марблхед. Однако, уже через год стал выступать за хоккейную команду Миддлсекс Айлендерс.
В 2012 году был выбран в пятом раунде на драфте НХЛ командой Нью-Йорк Алендерс, но, посчитал образование важнее, решил продолжить обучение в Бостонском университете, а уже после начать играть в НХЛ.
В период с 2013—2017 года выступал за хоккейную команду Бостонского университета.
В августе 2017 году подписал свой первый профессиональный контракт с «Коламбус Блю Джекетс». Первую шайбу в профессиональной карьере закинул за «Кливленд Монстерс» в 2018 году.
Первые три года своей профессиональной карьеры провел за команду «Кливленд Монстерс» в Американской хоккейной лиге. Его следующие два сезона были разделены между «Айова Уайлд» и «Тусон Роудраннерс», также входящими в АХЛ.
С 2022 года выступает за китайский хоккейный клуб Куньлунь, который участвует в КХЛ.